# Sayed Haider Raza
Pour les articles homonymes, voir Raza.
Sayed Haider Raza (S.H. Raza), né le 22 février 1922 à Barbara (Inde) et mort le 23 juillet 2016 à Delhi, est un peintre contemporain indien. Il a vécu en France de 1950 à 2011 puis est revenu s'installer en Inde.
Ses créations, souvent marquées par une intensité chromatique remarquable, ont évolué, d'une peinture de paysages expressionnistes à des compositions abstraites.

## Biographie
Sayed Haider Raza naît en 1922 à Babariya, proche de Narsinghpur (à une vingtaine de kilomètres), dans une province de la colonie britannique des Indes, devenue bien des années plus tard l’État indien du Madhya Pradesh, au centre de l'Inde, un État réputé pour ses sites historiques et ses forêts,. Il est le fils d'un garde forestier. Sa famille est musulmane. Fin 1947, au moment de l’indépendance et de la partition des Indes, sa famille gagne le Pakistan, mais lui choisit de demeurer en Inde. Il entre à l'école des beaux-arts de Nagour puis à la J.J. School of arts de Bombay. Dans cette école, il reçoit l'enseignement de J. M. Ahivasi (en), qui s'inspire du patrimoine culturel indien, et certaines de ses œuvres de l'époque peuvent aussi évoquer celles  d'Amrita Sher-Gil. Il est le fondateur du Progressive artist group, avec des amis, dont Francis Newton Souza (1924-2002) et Maqbool Fida Husain (1915-2011). Ce groupe pictural était apolitique, mais voulait être à la fois indien et moderne, bien que ce modernisme soit influencé essentiellement par  l'expressionnisme abstrait et le postimpressionnisme.
En 1950, Sayed Raza obtient une bourse du gouvernement français et se rend à Paris, où il étudie à l'école nationale supérieure des beaux-arts jusqu'en 1953, expose à partir de 1955 à la galerie Lara Vincy, et intègre de fait ce qui est appelé l'École de Paris.
En 1959, il épouse l'artiste française Janine Mongillat (1930-2002), après presque une dizaine d'années de relation. Il commence également à effectuer des voyages fréquents en Inde. Pour autant, des années 1950 aux années 1970, il est influencé par la peinture française contemporaine et réalise des paysages, outre quelques nus. Dans ses créations, l’intensité chromatique est souvent remarquable : «rouges éclatants et ocres jaunes contrastant avec verts et bleus moins vifs». Mais progressivement, les éléments figuratifs s'estompent « Les couleurs, qui ne perdent le plus souvent rien de leur intensité, sont posées en touches appuyées. La composition, de moins en moins assujettie au paysage, s’organise par nuées de taches ». Il adopte graduellement un langage plus symbolique, plus codifié, plus abstrait, et ses créations se rapprochent  de « l’art des miniatures rajput et des peintures tantriques » de son pays d'origine. C'est de cette époque des années 1980 que datent des œuvres telles que Maa, Saurashtra ou encore Rajasthan, avec une palette de couleurs bien spécifique, des verts, des vermillons, des ocres et des noirs.
Il reçoit la Padma Shri du Président indien en 1981.
Il partage son temps entre Paris, Gorbio (dans le département des Alpes-Maritimes, où Janine Mongillat et lui s'impliquent pendant des années dans la restauration d'un château ancien et sa transformation en centre d'art) et son pays d'origine, mais revient s'installer définitivement en Inde en 2011, après y être fréquemment revenu de façon ponctuelle.
Il meurt le 23 juillet 2016 à Delhi, à 94 ans,.

## Expositions personnelles
- 1980 Galleriet, Oslo
- 1982 Galerie Loeb, Berne, Suisse ; Galerie J.Y. Noblet, Grenoble
- 1984 Gallery Chemould, Bombay
- 1985 Galerie Pierre Parat, Paris
- 1987 La Tete de I'Art, Grenoble
- 1988 Gallery Chemould, Bombay ; Galleri Koloritten, Stavanger, Norvège
- 1990 Gallery Chemould, Bombay
- 1991 Galerie Eterso, Cannes; Retrospective: 1952-91, Palais Carnoles
Musée de Menton, France
- 1992 Jehangir Nicholson Museum, National Centre for Performing Arts, Bombay
Parcours des Arts, Lalouvesc, France
- 1994 L'Artothèque d'Entreprise, Group Michel Ferrier, Échirolles, Grenoble
- 1997 Roopankar Museum of Fine Arts, Bharat Bhavan, Bhopal
Jehangir Art Gallery, Mumbai
National Gallery of Modern Art, New Delhi.
- 2010 Galerie Flora Jansem, Raza Céramiques, Paris
- 2023 Centre Pompidou Paris
- 2025 Château Musée Lascaris, "Empreinte de l'Inde - Résonances artistiques : entre mémoire d'hier et visions d'aujourd'hui", Collection Raza-Mongillat, Gorbio

## Principales publications
- S. H. Raza et Ashok Vajpeyi, Passion, Rajkamal Prakashan, Delhi, 2004.
- S. H. Raza et Ashok Vajpeyi, Atma Ka Taap, Rajkamal Prakashan, Delhi, 2004.